# ТЕС Вітстоун ЗПГ
21°41′52″ пд. ш. 114°59′55″ сх. д. / 21.69778° пд. ш. 114.99861° сх. д.
ТЕС Вітстоун ЗПГ — теплова електростанція на північному заході Австралії, що є частиною заводу зі зрідження природного газу.
У 2017 році почав роботу завод Вітстоун ЗПГ, для забезпечення виробничих потреб якого спорудили власну електростанцію, основне обладнання якої становлять чотири встановлені на роботу у відкритому циклі газові турбіни від General Electric типу LM6000PF потужністю по 36 МВт. Як паливо вони використовують природний газ.
Перед зрідженням поданий з офшорних родовищ ресурс проходить через турбодетандерні установки вилучення конденсату, що попутно використовують енергію стисненого газу для виробництва електроенергії. Як наслідок, кожна з двох ліній зрідження може виробляти 7 МВт електроенергії.